# Joeri Stoffels
Joeri Stoffels (Amstelveen, 11 juli 1973) is een voormalig Nederlands waterpolospeler.
Joeri Stoffels nam eenmaal deel aan de Olympische Spelen, in 1996. Hij eindigde met het Nederlands team op de tiende plaats. Stoffels kwam tijdens zijn sportloopbaan uit voor AZC uit Alphen aan den Rijn.
Arie van de Bunt · 
Gert de Groot · 
Arno Havenga · 
Koos Issard · 
Bas de Jong · 
Niels van der Kolk · 
Marco Kunz · 
Harry van der Meer · 
Hans Nieuwenburg · 
Joeri Stoffels · 
Eelco Uri · 
Wyco de Vries